# Acanthostracion
Acanthostracion là một chi cá biển trong họ Cá nóc hòm. Chi này được lập ra bởi Bleeker vào năm 1865. Đây là một chi cá bản địa của Đại Tây Dương.

## Từ nguyên
Tên gọi của chi được ghép bởi ákantha (ἄκανθα trong tiếng Hy Lạp cổ đại, nghĩa là “gai, ngạnh”) và Ostracion, tên một chi cá nóc hòm khác, do Bleeker xem đây là một phân chi của Ostracion (các loài Acanthostracion có thêm cặp ngạnh trên ổ mắt và cặp khác ở góc sau của giáp lưng).

## Các loài
Hiện tại có 4 loài được công nhận trong chi này:
- Acanthostracion guineense (Bleeker, 1865)
- Acanthostracion notacanthus (Bleeker, 1863)
- Acanthostracion polygonium Poey, 1876
- Acanthostracion quadricornis (Linnaeus, 1758)